# Stiphropus soureni
Stiphropus soureni är en spindelart som beskrevs av Nibedita Sen 1964. Stiphropus soureni ingår i släktet Stiphropus och familjen krabbspindlar. Inga underarter finns listade i Catalogue of Life.